# Corny-sur-Moselle
Pour les articles homonymes, voir Corny (homonymie) et Moselle.
Corny-sur-Moselle est une commune française située dans le département de la Moselle, en région Grand Est.

## Géographie

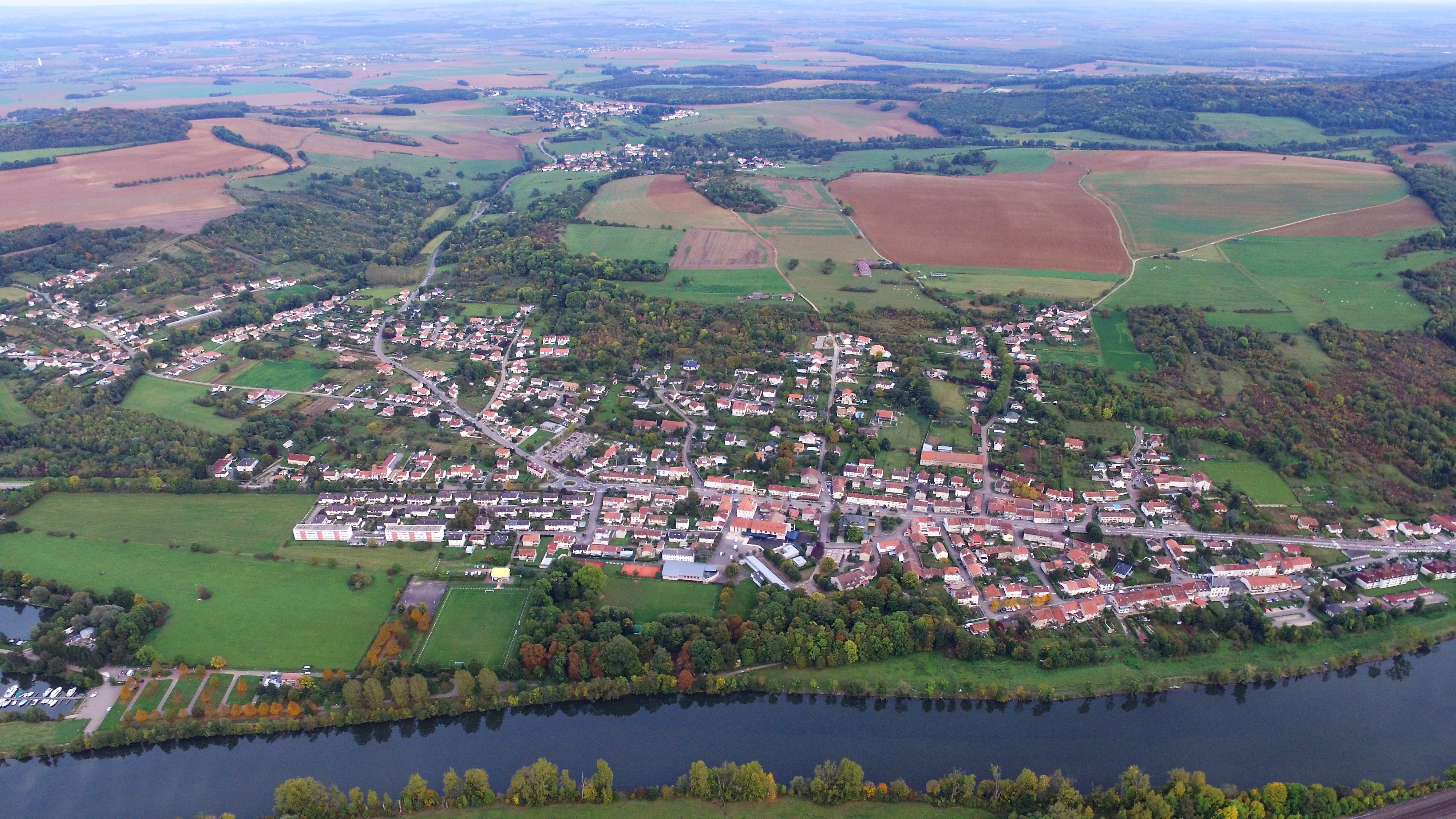
Vue aérienne de Corny-sur-Moselle, en 2017.

La ville est située sur la Moselle en rive droite, dans le secteur le plus étroit de la vallée de la Moselle. Cette vallée est creusée dans les marnes argileuses qui constituent les pentes cultivées (vergers et vignes). En rive gauche, une couche calcaire dure dessine un relief vif appelé « front de côte », ce sont les rochers de la Fraze (altitude 331 m). En rive droite, des lentilles calcaires constituent des « chapeaux » formant les collines de Gaumont (371 m) du haut de Faye (325 m), du groupe fortifié Verdun Saint-Balise (381 m) et Sommy (347 m).
En fond de vallée, on rencontre une couche de 2 à 6 m d’alluvions sableuses et de limons, pouvant constituer des terrasses alluviales propices à de nombreuses cultures.
Situé sur la rive droite de la Moselle, à 14 km de Pont-à-Mousson et de Metz, en bordure immédiate du parc naturel régional de Lorraine vers Gorze.

### Écarts et lieux-dits
- Le Clos de Béva

### Hydrographie
La commune est située dans le bassin versant du Rhin au sein du bassin Rhin-Meuse. Elle est drainée par la Moselle, la Moselle canalisée et le ruisseau de Vricholle.
La Moselle, d’une longueur totale de 560 kilomètres, dont 315 kilomètres en France, prend sa source dans le massif des Vosges au col de Bussang et se jette dans le Rhin à Coblence en Allemagne.
La Moselle canalisée, d'une longueur totale de 135,2 km, prend sa source dans la commune de Pont-Saint-Vincent et se jette  dans la Moselle à Kœnigsmacker, après avoir traversé 61 communes.

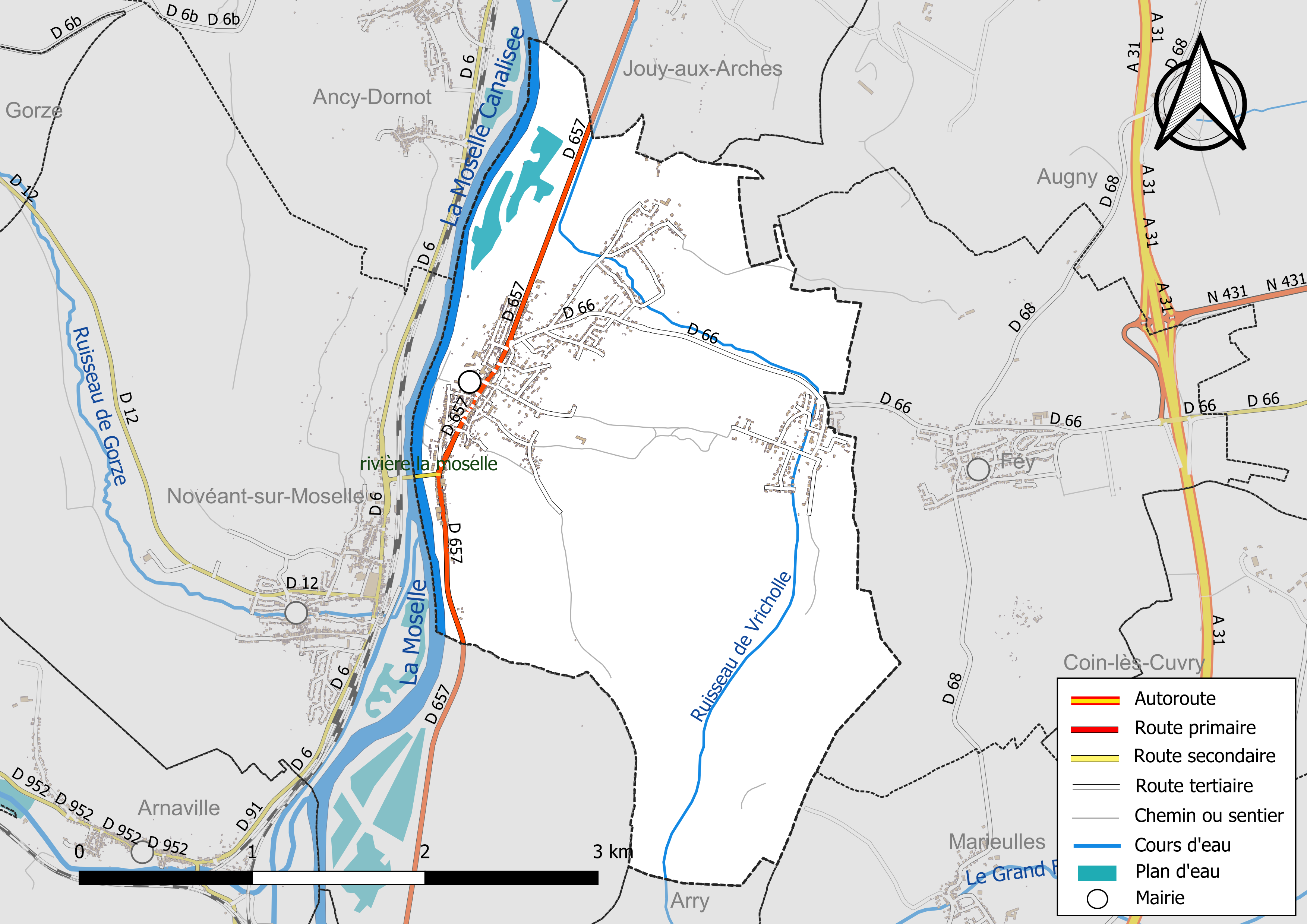
Réseaux hydrographique et routier de Corny-sur-Moselle.

La qualité des eaux des principaux cours d’eau de la commune, notamment de la Moselle et de la Moselle canalisée, peut être consultée sur un site dédié géré par les agences de l’eau et l’Agence française pour la biodiversité.

### Climat
Pour des articles plus généraux, voir Climat du Grand Est et Climat de la Moselle.
En 2010, le climat de la commune est de type climat des marges montargnardes, selon une étude du Centre national de la recherche scientifique s'appuyant sur une série de données couvrant la période 1971-2000. En 2020, Météo-France publie une typologie des climats de la France métropolitaine dans laquelle la commune est exposée à un climat semi-continental et est dans la région climatique  Lorraine, plateau de Langres, Morvan, caractérisée par un hiver rude (1,5 °C), des vents modérés et des brouillards fréquents en automne et hiver. 
Pour la période 1971-2000, la température annuelle moyenne est de 9,5 °C, avec une amplitude thermique annuelle de 16,4 °C. Le cumul annuel moyen de précipitations est de 818 mm, avec 12,4 jours de précipitations en janvier et 9,1 jours en juillet. Pour la période 1991-2020, la température moyenne annuelle observée sur la station météorologique de Météo-France la plus proche, « Metz-Frescaty », sur la commune d'Augny à 5 km à vol d'oiseau, est de 11,1 °C et le cumul annuel moyen de précipitations est de 713,5 mm. 
La température maximale relevée sur cette station est de 39,7 °C, atteinte le 25 juillet 2019 ; la température minimale est de −23,2 °C, atteinte le 17 février 1956,,. 
Les paramètres climatiques de la commune ont été estimés pour le milieu du siècle (2041-2070) selon différents scénarios d'émission de gaz à effet de serre à partir des nouvelles projections climatiques de référence DRIAS-2020. Ils sont consultables sur un site dédié publié par Météo-France en novembre 2022.

## Urbanisme

### Typologie
Au 1er janvier 2024, Corny-sur-Moselle est catégorisée ceinture urbaine, selon la nouvelle grille communale de densité à sept niveaux définie par l'Insee en 2022.
Elle appartient à l'unité urbaine de Novéant-sur-Moselle, une agglomération intra-départementale regroupant deux  communes, dont elle est ville-centre,,. Par ailleurs la commune fait partie de l'aire d'attraction de Metz, dont elle est une commune de la couronne,. Cette aire, qui regroupe 245 communes, est catégorisée dans les aires de 200 000 à moins de 700 000 habitants,.

### Occupation des sols
L'occupation des sols de la commune, telle qu'elle ressort de la base de données européenne d’occupation biophysique des sols Corine Land Cover (CLC), est marquée par l'importance des territoires agricoles (60,3 % en 2018), en diminution par rapport à 1990 (66,1 %). La répartition détaillée en 2018 est la suivante : 
prairies (30,4 %), terres arables (22,3 %), zones urbanisées (18,2 %), forêts (17,8 %), cultures permanentes (7,6 %), eaux continentales (3,8 %). L'évolution de l’occupation des sols de la commune et de ses infrastructures peut être observée sur les différentes représentations cartographiques du territoire : la carte de Cassini (XVIIIe siècle), la carte d'état-major (1820-1866) et les cartes ou photos aériennes de l'IGN pour la période actuelle (1950 à aujourd'hui).

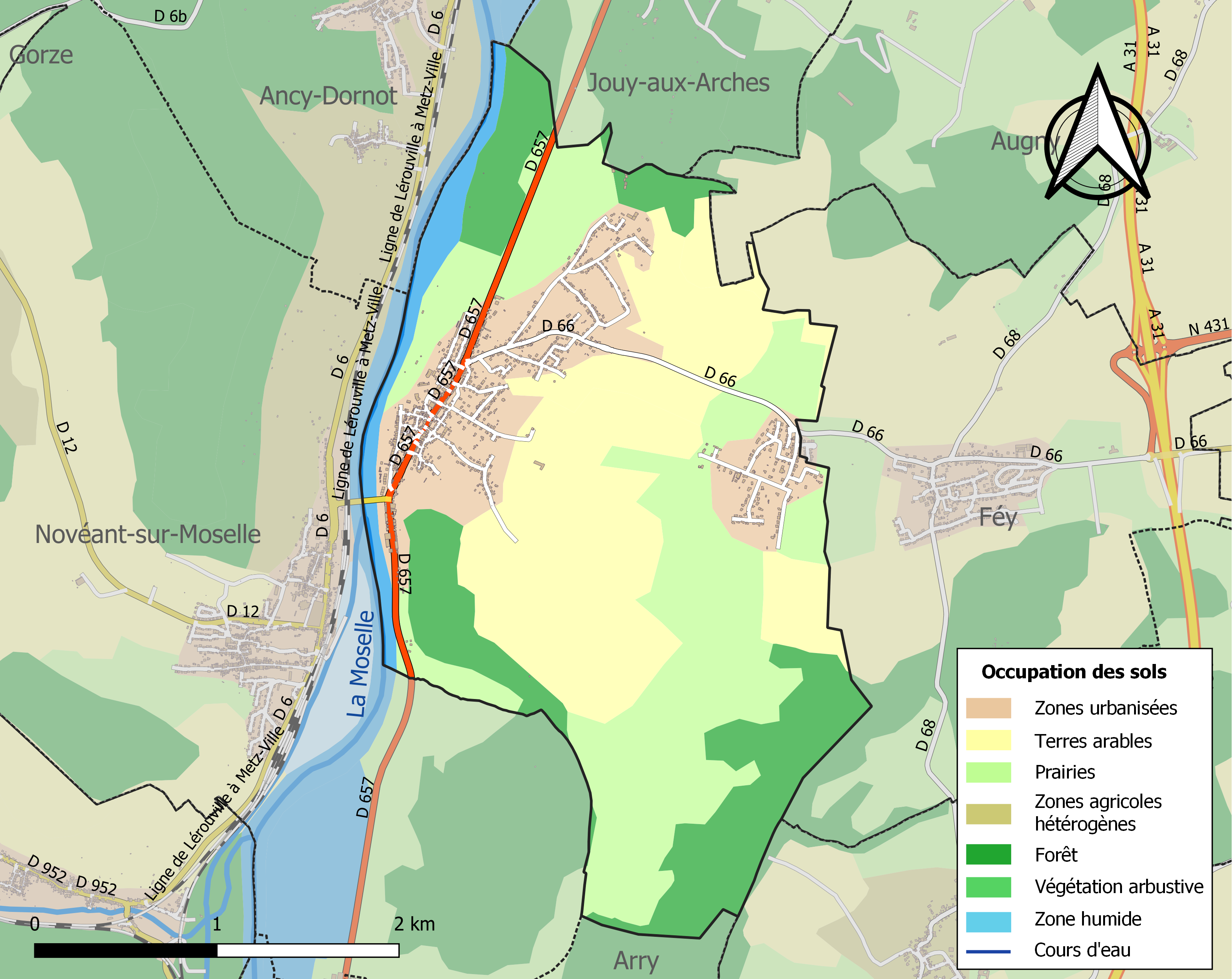
Carte des infrastructures et de l'occupation des sols de la commune en 2018 (CLC).

## Toponymie
En patois : Courni.

### Étymologie
Différentes hypothèses sont avancées sur l'origine du nom:
- Le nom de Corny serait issu, selon Albert Dauzat et Charles Rostaing[17], d’un nom d’homme gallo-romain dénommé Cornos et du suffixe -acum.
- Une autre origine[18], serait « Cornatum » qui signifierait lieu planté de cornouillers[19], mais Hiegel[20] précise que cet arbre se dit en Roman Cogneule[21].
- Une troisième version le ferait provenir de Cernoti, un dieu à trois cornes et qui était adoré dans le bois de Gaumont.
- Une dernière version, orale, attribue l’origine de Corny au fait que la Moselle avait une forme de corne à la hauteur du village, forme que l’on retrouve encore sur un plan de 1812.

### Attestations anciennes
Évolution chronologique du nom du village :
- Ve siècle : Cornu (Corne) selon le poète Claudius Rutilius Namatianus[22] (rapporté par Emile Begin: "Metz depuis 18 siècles")
- 863 : Corneius in pago Scarponese,
- 1033 : "Crosniacum",
- 1195 : "Crosnei",
- 1203 : Crosmei (acte d’échevinage de l’abbaye de Sainte-Marie de Metz)[23],
- 1307 : Croney (archives de l’hôtel de ville de Metz),
- 1404 : Cronney (liste des villages du pays messin),
- 1471 : Corney (recettes de l’Abbaye Saint-Vincent de Metz),
- 1490 : Cournay (journal de Jean Aubrion[24]),
- 1915 : Corningen (domination allemande),
- 1941 : Korningen (domination allemande),
- 1945 : Corny,
- 1955 : Corny-sur-Moselle[25]

## Histoire
Les origines du village sont très anciennes et évaluées à plus de 5 000 ans, marquées par les civilisations romaines (ancienne voie romaine), puis par toutes les vicissitudes propres à l’histoire de la région messine et lorraine. Corny était village frontière entre le comté de Bar, le duché de Lorraine et la république Messine.
Le village est érigé par l’ex-roi de Pologne Stanislas en marquisat pour récompenser Héré de sa création des places Stanislas et de la Carrière à Nancy.

### Empire allemand
Comme les autres communes de l'actuel département de la Moselle, Corny est annexée à l’Empire allemand de 1871 à 1918. Le prince Frédéric Charles de Prusse établit son quartier général au château de Corny. Le maréchal François Achille Bazaine s'y constituera prisonnier le 29 octobre 1870.
Lorsque la Première Guerre mondiale éclate, les conscrits de Corningen se battent naturellement pour l’Empire allemand. Beaucoup de jeunes gens tomberont au champ d'honneur sous l’uniforme allemand. Sujets loyaux de l'Empereur, les Cornéaniens accueillent cependant avec joie la fin des hostilités et la paix retrouvée. Corny redevient française.

### Seconde Guerre mondiale
Corny-sur-Moselle est de nouveau annexée de 1940 à 1944 au Troisième Reich allemand. Lors de cette seconde annexion, le 1er octobre 1940, la commune est rebaptisée "Korningen", et intègre l'arrondissement de Metz-Campagne. Lors de l’offensive des troupes alliées, au cours de la bataille de Metz en 1944, Corny-sur-Moselle, défendue par les troupes allemandes, fut détruite à plus de 80 % par l'armée américaine. Les 6 et 7 septembre 1944, la VIIe division blindée et la 5e division d’infanterie de la IIIe armée américaine attaquent en force au sud de Metz, dans le secteur allant de Ancy-sur-Moselle à Arnaville sous le feu des forts Driant sur la rive ouest, Sommy et Saint-Blaise sur la rive est de la Moselle. Les lignes allemandes sont enfoncées dans le secteur de Mars-la-Tour jusqu’à Gravelotte et dans celui de Chambley jusqu’à la Moselle, de Dornot à Pagny-sur-Moselle. Des soldats de la 5e division d’infanterie américaine réussissent à traverser la Moselle, dans la nuit, dans des conditions extrêmes, brisant ainsi la résistance allemande dans le secteur de Dornot. Une fragile tête de pont est établie sur la rive est de la Moselle. Comprenant que les défenses de Metz peuvent non seulement être contournées par le sud, mais aussi prises à revers par l’est, le Generalleutnant Krause, commandant la 462e Infanterie-Division quitte le fort de Plappeville pour se rendre sur place et constater l’étendue du péril. Il demande d’urgence l’appui des panzers de la 17e division blindée qui se replient depuis quelques jours vers Kaiserslautern. Le 37e SS Panzer-Grenadier-Regiment arrive en hâte de Boulay, entrant immédiatement dans le feu de l'action dans le secteur de Corny, face à la tête de pont américaine de Dornot. La contre-attaque est menée simultanément sur la rive ouest, depuis Ars-sur-Moselle, par le  bataillon Berg, formé avec les élèves SS de l’école des transmissions de Metz et intégré à la 462e Infanterie-Division. Les combats sont sans pitié et les troupes, tant américaines qu’allemandes, ne font pas de prisonniers. Le 7 septembre 1944, l'Oberst Kurt von Einem, chef d’état-major du XIIIe SS-Armeekorps, reçoit l’ordre de tenir à tout prix les positions entre Thionville au nord, et Arry au sud de Metz. Le 10 septembre 1944, après 3 jours de combats acharnés, et 945 tués, blessés ou disparus, les Américains sont finalement rejetés à Dornot, sur la rive ouest. La victoire, chèrement payée par les troupes allemandes, sera de courte durée. Alors que la tête de pont est évacuée, les Américains reprennent pied sur la rive ouest de la Moselle, dans le secteur d'Arnaville.

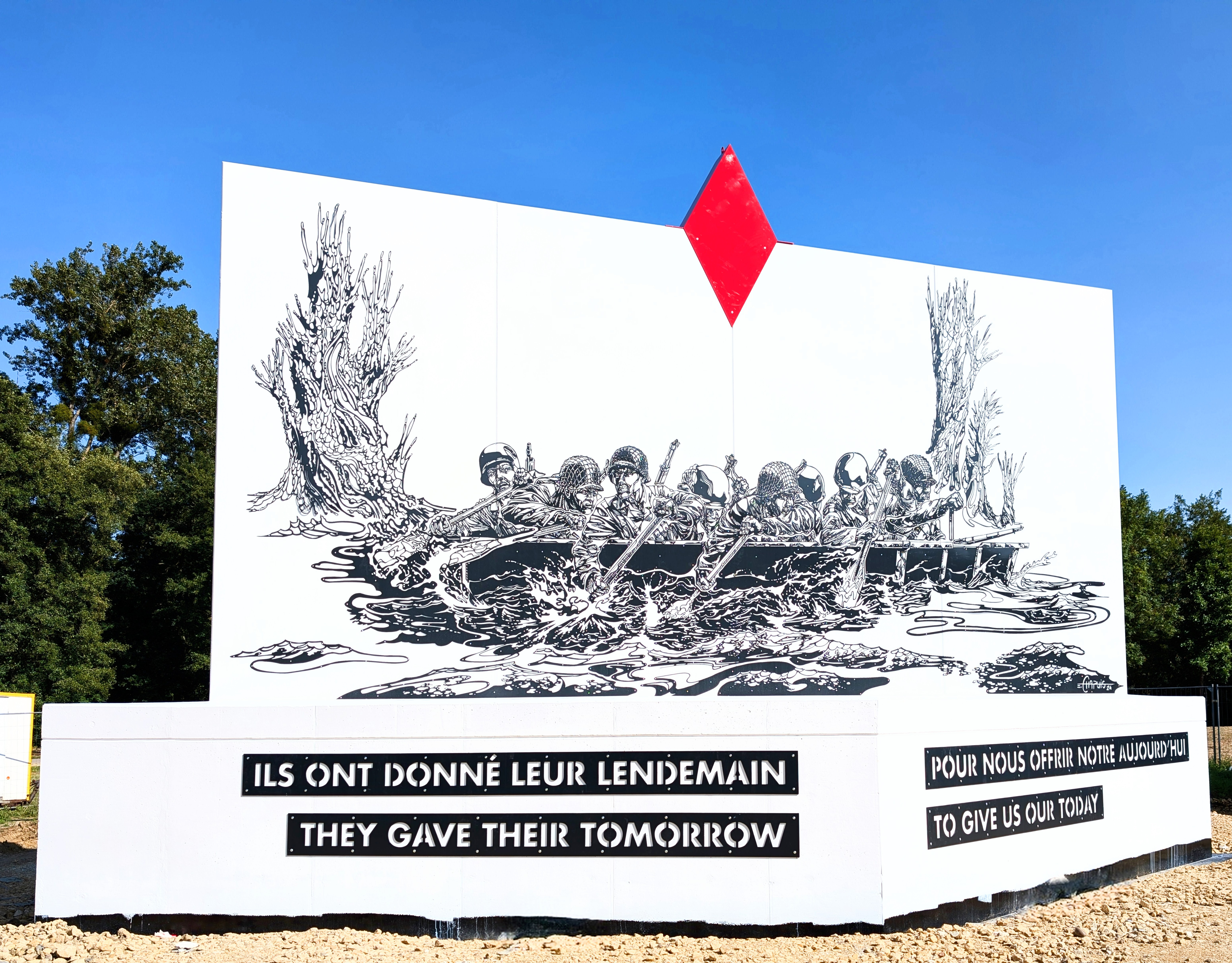
Monument commémoratif

### Période contemporaine
Des baraquements provisoires, construits dans l’urgence après-guerre, remplacèrent jusque dans les années 1960, l’église et les maisons détruites lors des bombardements américains. L’église actuelle fut construite à cette époque. Sur l’emplacement du château, dont il ne reste que la gloriette, sont aujourd’hui construits les équipements sociaux, culturels et sportifs. L’Orangerie, résidence pour personnes âgées, dans un havre de calme, au centre du village, est construit sur l’emplacement de l’Orangerie de ce château.

## Politique et administration
| Période   | Période   | Identité              | Étiquette      | Qualité    |
| --------- | --------- | --------------------- | -------------- | ---------- |
| 1596      |           | Jean Petit            | Sans étiquette |            |
| 1619      |           | Bastien Mouxot        | Sans étiquette |            |
| 1643      | 1648      | Jean Simon            | Sans étiquette |            |
| 1658      |           | Jean Cointin          | Sans étiquette |            |
| 1700      |           | Louys Caro            | Sans étiquette |            |
| 1701      |           | François Fourquin     | Sans étiquette |            |
| 1704      |           | Henry Cointin         | Sans étiquette |            |
| 1707      |           | Pierre Bertrand       | Sans étiquette |            |
| 1711      |           | Husson Tellier        | Sans étiquette |            |
| 1713      |           | Jean Cointin          | Sans étiquette |            |
| 1722      | 1735      | François Brouard      | Sans étiquette |            |
| 1736      |           | François Bertrand     | Sans étiquette |            |
| 1738      |           | Charles Gusse         | Sans étiquette |            |
| 1744      | 1746      | Dominique Henry       | Sans étiquette |            |
| 1747      | 1749      | Gaspard Hargant       | Sans étiquette |            |
| 1752      |           | Pierre Gobert         | Sans étiquette |            |
| 1752      | 1756      | Joseph Giroux         | Sans étiquette |            |
| 1760      |           | Jean Bello            | Sans étiquette |            |
| 1761      |           | Jean Prud'Homme       | Sans étiquette |            |
| 1765      |           | Dieudonné Virrion     | Sans étiquette |            |
| 1766      | 1771      | Jean Simony           | Sans étiquette |            |
| 1775      |           | Pierre Maujean        | Sans étiquette |            |
| 1776      | 1777      | Etienne Gabriel       | Sans étiquette |            |
| 1778      | 1779      | Jean Nicolas Joba     | Sans étiquette |            |
| 1781      |           | Nicolas Prud'Homme    | Sans étiquette |            |
| 1786      |           | Claude Jubiot         | Sans étiquette |            |
| 1787      |           | Joseph Meaux          | Sans étiquette |            |
| 1788      | 1789      | Jean-Nicolas Joba     | Sans étiquette |            |
| 1790      |           | Hubert Chery          | Sans étiquette |            |
| 1793      | 1805      | François Dequer       | Sans étiquette |            |
| 1805      | 1813      | Claude Antoine Fagnon | Sans étiquette |            |
| 1813      | 1818      | Joseph Noël Renard    | Sans étiquette |            |
| 1817      | 1817      | François Barthélémy   | Sans étiquette | [ Note 6 ] |
| 1819      | 1822      | Nicolas Michel        | Sans étiquette |            |
| 1823      | 1829      | Aimé Marchal de Corny | Sans étiquette |            |
| 1830      | 1843      | Jean Henriat          | Sans étiquette |            |
| 1844      | 1848      | Antoine Léon Maillard | Sans étiquette |            |
| 1849      | 1851      | E. Cabanne de Laprade | Sans étiquette |            |
| 1852      | 1860      | Antoine Léon Maillard | Sans étiquette |            |
| 1861      | 1870      | Louis Nicolas Gabriel | Sans étiquette |            |
| 1871      | 1876      | Jean Louis Naurroy    | Sans étiquette |            |
| 1876      | 1886      | Louis Victor Pierrot  | Sans étiquette |            |
| 1886      | 1891      | Nicolas Kaufmant      | Sans étiquette |            |
| 1891      | 1908      | Jean Nicolas Viller   | Sans étiquette |            |
| 1909      | 1919      | Lucien Guely          | Sans étiquette |            |
| 1920      | 1928      | Aimé Grunenwald       | Sans étiquette |            |
| 1929      | 1934      | Joseph Boullier       | Sans étiquette |            |
| 1934      | 1940      | Paul Palseur          | Sans étiquette |            |
| 1945      | 1947      | Albert Bachelair      | Sans étiquette |            |
| 1947      | 1964      | M. Goret              | Sans étiquette |            |
| 1964      | 1965      | Albert Guichard       | Sans étiquette |            |
| 1965      | mars 2001 | Jean Gabriel Guichard | Sans étiquette |            |
| mars 2001 | mars 2008 | Jean-François Stryjak | Sans étiquette |            |
| mars 2008 | mars 2014 | Roger Bertrand        | Sans étiquette |            |
| mars 2014 | En cours  | Denis Blouet          | Sans étiquette |            |

## Démographie
L'évolution du nombre d'habitants est connue à travers les recensements de la population effectués dans la commune depuis 1793. Pour les communes de moins de 10 000 habitants, une enquête de recensement portant sur toute la population est réalisée tous les cinq ans, les populations de référence des années intermédiaires étant quant à elles estimées par interpolation ou extrapolation. Pour la commune, le premier recensement exhaustif entrant dans le cadre du nouveau dispositif a été réalisé en 2005.

En 2022, la commune comptait 2 155 habitants, en évolution de −2,97 % par rapport à 2016 (Moselle : +0,52 %, France hors Mayotte : +2,11 %).
| 1793 | 1800 | 1806  | 1821  | 1836  | 1841  | 1861 | 1866 | 1871 |
| ---- | ---- | ----- | ----- | ----- | ----- | ---- | ---- | ---- |
| 976  | 989  | 1 083 | 1 021 | 1 019 | 1 012 | 909  | 962  | 848  |

| 1875 | 1880 | 1885 | 1890 | 1895 | 1900 | 1905 | 1910 | 1921 |
| ---- | ---- | ---- | ---- | ---- | ---- | ---- | ---- | ---- |
| 881  | 883  | 910  | 868  | 801  | 874  | 799  | 792  | 631  |

| 1926 | 1931 | 1936 | 1946 | 1954 | 1962  | 1968  | 1975  | 1982  |
| ---- | ---- | ---- | ---- | ---- | ----- | ----- | ----- | ----- |
| 729  | 774  | 757  | 497  | 882  | 1 024 | 1 038 | 1 132 | 1 248 |

| 1990  | 1999  | 2005  | 2006  | 2010  | 2015  | 2020  | 2022  | - |
| ----- | ----- | ----- | ----- | ----- | ----- | ----- | ----- | - |
| 1 490 | 1 759 | 2 070 | 2 124 | 2 224 | 2 234 | 2 168 | 2 155 | - |

## Enseignement
Les élèves de la commune dépendent de l'académie de Nancy-Metz, en zone B. Les établissements scolaires de la ville dépendent de l'inspection académique de la Moselle. La ville dispose d'une école maternelle et d'une école élémentaire, l'école Ethis-de-Corny.
Collège de rattachement : collège Pilâtre-de-Rosier à Ars-sur-Moselle. Les lycées les plus proches se trouvent à Metz.

## Culture locale et patrimoine

### Lieux et monuments
- Fragments d’outils de l’époque néolithique.
- Vestiges gallo-romains.
- Traces d’une maison forte XVe siècle, remaniée XVIIIe siècle et XIXe siècle
- Le château de Corny, construit en 1731, a été détruit en novembre 1944 lors des combats de la libération, il fut rasé vers 1947-1948.
- La Fontaine de Fer.
- La Fontaine de Favière.
- Parcours historique de la bataille de Dornot.

#### Église Saint-Martin
L’architecte Georges-Henri Pingusson, avec Henri Drillien et Pierre Fauque, construit l’église Saint-Martin, située rue de Metz. Les vœux sur le nouveau lieu de culte avaient été formulés en 1950 : dégagé des maisons, avec un clocher élancé, contenant six cents places assises et dotée d’un chauffage continu et pratique. Les travaux commencent en octobre 1957. Trois entreprises successives, Pizzeto, Perrin et la Sofret de Neuf-Brisach y ont travaillé. Le 22 mai 1960, le curé Goester pouvait prendre possession de l’édifice provisoirement béni. Le premier baptême eut lieu le 26 mai de la même année.

### Personnalités liées à la commune
- Emmanuel Héré, architecte du duc Stanislas, seigneur et propriétaire du château de Corny en 1753.
- Louis Ethis de Corny, seigneur et propriétaire du château, était l’un des commissaires de guerre, compagnon et intendant du marquis de Lafayette lors de l’insurrection d’Amérique. Il a conduit, avec Thuriot de Rosière, les délégations le 14 juillet 1789, aux ultimes négociations aux portes de la Bastille juste avant l’assaut final.
- Dominique Joba, général de brigade, né à Corny, est tombé au siège de Gérone le 6 septembre 1809. Il était le grand-oncle du général Joseph Joba, l’intendant de Metz.
- Louis Adolphe Rollin, né à Corny en 1836, fut le premier maire de Vieux-Habitants, puis président du conseil général de la Guadeloupe, compagnon de Victor Schœlcher dans la conduction de l’abolition de l’esclavage.
- Joseph Kaufmant, général de division, est né à Corny le 8 février 1854 et habitait la « Maison Kaufmant » au 25 rue de la Moselle aujourd’hui. Ses deux fils, officiers aussi, furent tués pendant la guerre de 1914-1918.
- François Joseph Jolas, domicilié rue sur L’Eau (rue de la Moselle actuelle) et inhumé à Corny en 1932, est l’homme qui sauva le caporal Maginot à Verdun. Sa silhouette est gravée sur le mémorial de Fleury-Douaumont.
- Alphonse Antoine (né le 19 août 1915 et mort le 11 novembre 1999 à Saint-Pierre-de-Bœuf) est un ancien coureur cycliste professionnel. Il a gagné une étape au Tour de France 1937.
- Jessica Molle, est élue à l'âge de 19 ans Miss Lorraine 2015 le 5 septembre 2015 à Vittel.

### Héraldique
| Blason de Corny-sur-Moselle | Blason  | D'azur au pal ondé d'argent accompagné de deux bars adossés d'or. |
| Blason de Corny-sur-Moselle | Détails | Le « Pal ondé » symbolise la Moselle. Les « deux barbeaux sur fond azur » rappellent les appartenances historiques de la localité au duché de Bar. Il fut aussi une époque où l’on pêchait d'énormes barbeaux dans la Moselle. En 1949, le conseil municipal a décidé, sur proposition de la commission départementale de l’héraldique, d’adopter pour Corny les armoiries que l’on connaît aujourd’hui. |